# Phyllotreta attenuata
Phyllotreta attenuata es una especie de insecto coleóptero de la familia Chrysomelidae. Fue descrita científicamente en 1985 por Smith.